# Finlands herrlandslag i basket
Finlands herrlandslag i basket representerar Finland i basketboll för herrar. Lagets smeknamn är Vargflocken (Susijengi).
Chefstränare är sedan 2021 Lassi Tuovi. Henrik Dettmann tränade laget i 25 år men lämnade sin post 2021.
Lagkapten är sedan 2022 Sasu Salin och lagets mest framgångsrika spelare är Lauri Markkanen (2017– ).

## Placeringar i turneringar

### Världsmästerskap
- 2014 - 22
- 2023 -

### Europamästerskap

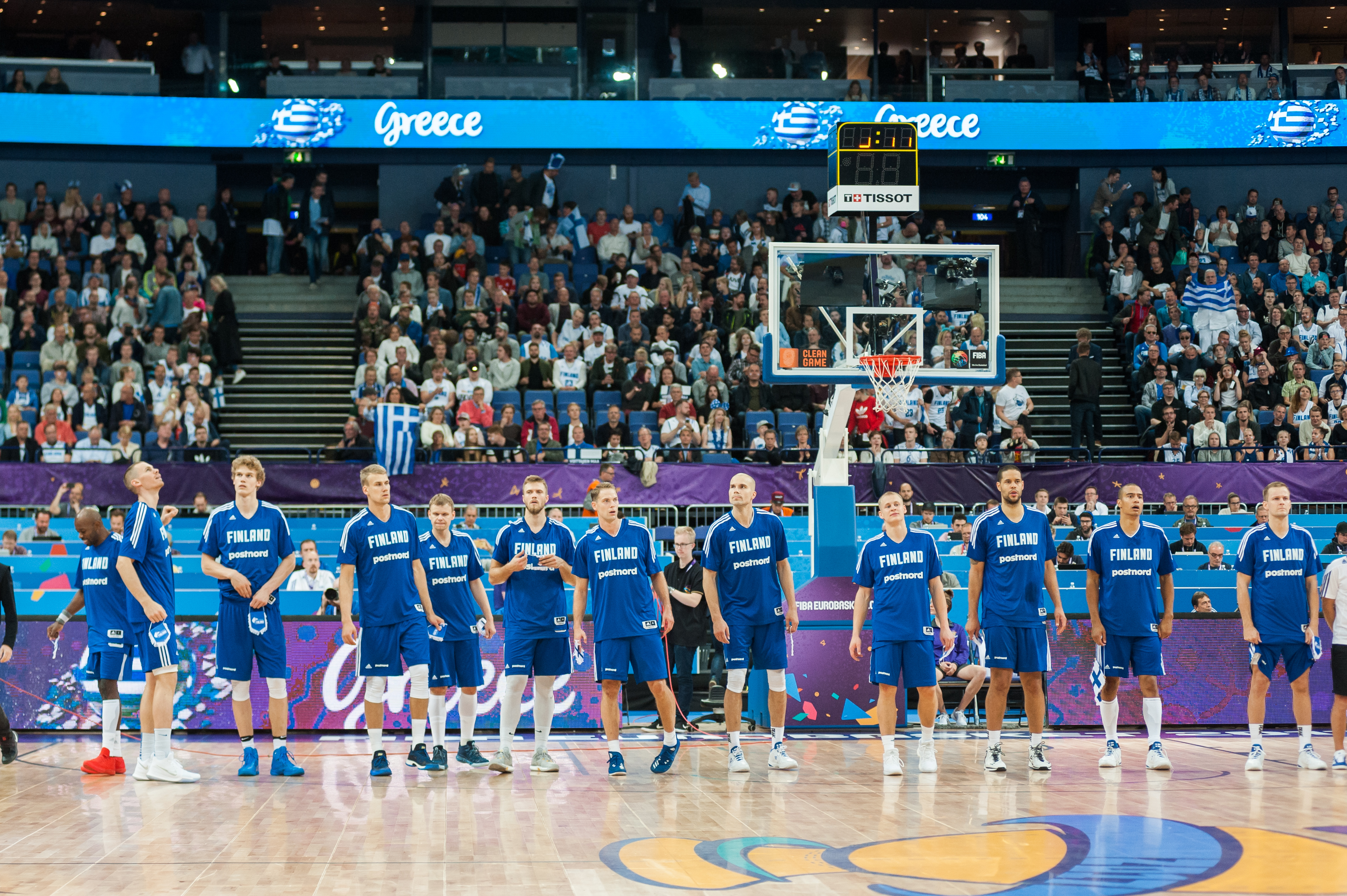
EM 2017

- 1939 - 8
- 1951 - 5
- 1953 - 12
- 1957 - 11
- 1959 - 13
- 1961 - 14
- 1963 - 14
- 1965 - 12
- 1967 - 6
- 1977 - 10
- 1995 - 13
- 2011 - 9
- 2013 - 9
- 2015 - 16
- 2017 - 11
- 2022 -

### Olympiska spel
- 1952 - 15
- 1964 - 11